# Scuropasso
Le torrent Scuropasso est un petit cours d’eau de l'Oltrepò pavese, affluent du fleuve Pô, en province de Pavie, Italie.

## Parcours
Il naît dans la commune de Ruino, près du hameau de Pometo, et court vers le nord, dans la vallée du Scuropasso plutôt étroite et profonde entre les collines de l'Oltrepò (collines d’outre-Pô), traverse les communes de Rocca de' Giorgi, Montalto Pavese, Montecalvo Versiggia, Lirio, Pietra de' Giorgi et Cigognola. La vallée est cultivée en partie de vignes et le reste est boisé.
Le Scuropasso débouche en plaine entre Cigognola et Broni, puis se dirige vers le Pô dans lequel il débouche près de Mezzanino après quelques kilomètres en plaine. L'unique affluent est le Verzate, qui conflue un peu avant l’embouchure. La longueur du torrent est d’environ 30 km, le bassin s’étend sur 70 km2; le débit, à cause du manque d’affluents et à l’étroitesse de la vallée, est modeste.
À l’occasion de fortes pluies le torrent, qui recueille l’eau des deux versants des collines qui le bordent sur presque 20 km, peut devenir tumultueux et déborder du fait qu’il a une dénivellation de 400 mètres sur peu de kilomètres de son point de départ.
Malgré son apparence tranquille, en 1945, le torrent inonda la vallée avec une masse d’eau de plus de 2,5 mètres, à proximité des habitations.
Le nom Scuropasso vient d’une traduction en italien du dialecte S'ciarpàss qui se rattache aux plus antiques Schiripasso, Scarampazio et Crispassus, qui font présumer à une origine * Carispasso, d’origine pré-romaine probable.